# Hipismo nos Jogos Olímpicos de Verão de 2012 - Adestramento individual

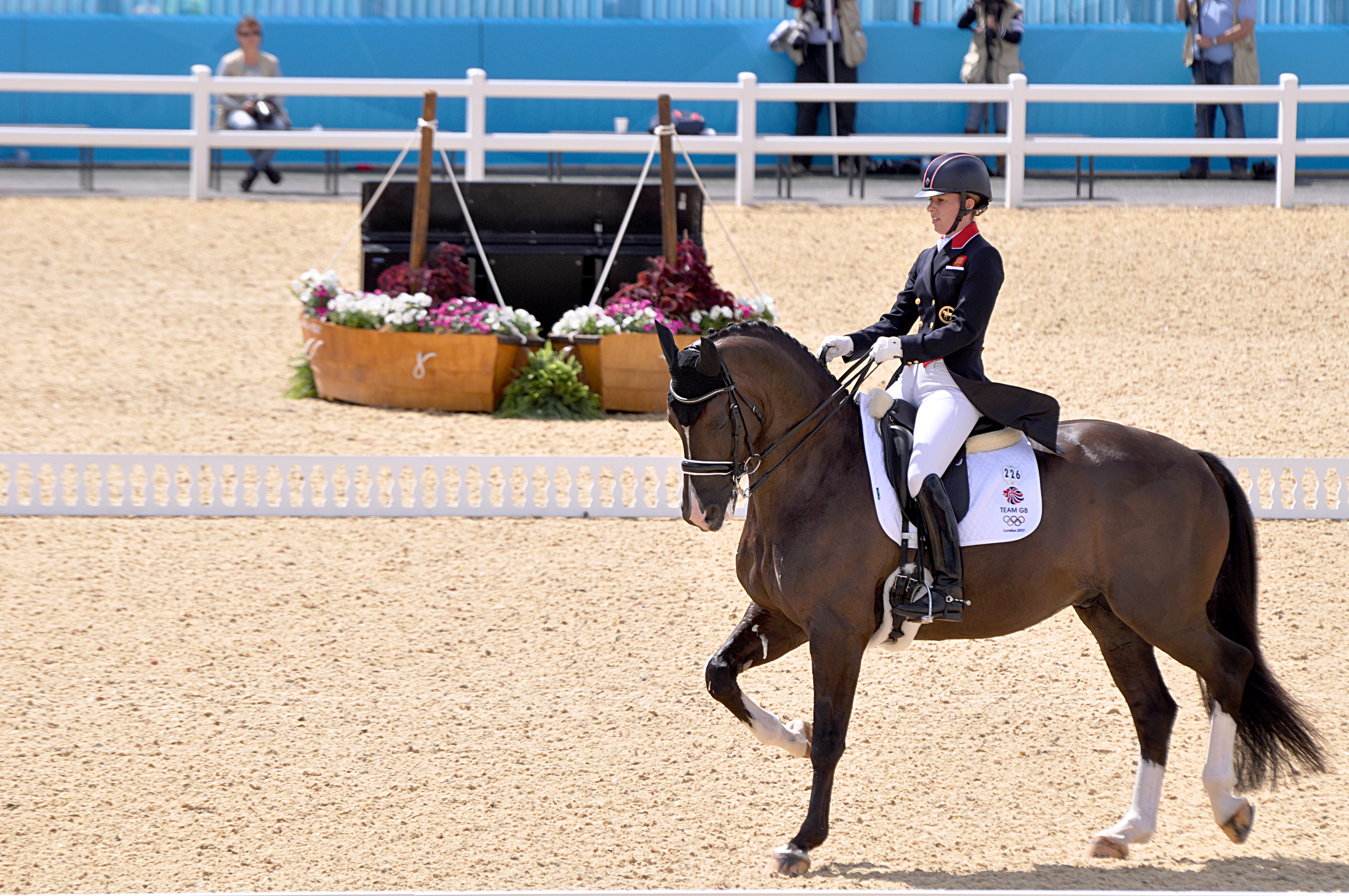
Charlotte Dujardin foi a campeã do adestramento individual em Londres.

A competição de adestramento individual do hipismo nos Jogos Olímpicos de Verão de 2012 foi realizada entre os dias 2 e 9 de agosto no Greenwich Park.

## Calendário
Horário local (UTC+1)
| Dia         | Horário | Fase                 |
| ----------- | ------- | -------------------- |
| 2 de agosto | 11:00   | Grand Prix (Dia 1)   |
| 3 de agosto | 11:00   | Grand Prix (Dia 2)   |
| 7 de agosto | 10:00   | Grand Prix Special   |
| 9 de agosto | 12:30   | Grand Prix Freestyle |

## Medalhistas
| Ouro   | GBR Charlotte Dujardin (Valegro)          |
| Prata  | NED Adelinde Cornelissen (Parzival)       |
| Bronze | GBR Laura Bechtolsheimer (Mistral Højris) |

## Resultados
Um total de 50 ginetes participaram da prova, composta por três fases eliminatórias. Os resultados da competição individual também contaram para a competição por equipes.
| Ginete                        | CON                | Cavalo              | GP pts | Pos. | GPS pts | Pos. | GPF pts | Pos.              |
| ----------------------------- | ------------------ | ------------------- | ------ | ---- | ------- | ---- | ------- | ----------------- |
| Charlotte Dujardin            | GBR Grã-Bretanha   | Valegro             | 83.663 | 1 Q  | 83.286  | 1 Q  | 90.089  | Medalha de ouro   |
| Adelinde Cornelissen          | NED Países Baixos  | Parzival            | 81.687 | 2 Q  | 81.968  | 2 Q  | 88.196  | Medalha de prata  |
| Laura Bechtolsheimer          | GBR Grã-Bretanha   | Mistral Højris      | 76.839 | 7 Q  | 77.794  | 5 Q  | 84.339  | Medalha de bronze |
| Helen Langehanenberg          | GER Alemanha       | Damon Hill          | 81.140 | 3 Q  | 78.937  | 4 Q  | 84.303  | 4                 |
| Carl Hester                   | GBR Grã-Bretanha   | Uthopia             | 77.720 | 5 Q  | 80.571  | 3 Q  | 82.857  | 5                 |
| Anky van Grunsven             | NED Países Baixos  | Salinero            | 73.343 | 16 Q | 74.794  | 12 Q | 82.000  | 6                 |
| Dorothee Schneider            | GER Alemanha       | Diva Royal          | 76.277 | 8 Q  | 77.571  | 6 Q  | 81.661  | 7                 |
| Kristina Sprehe               | GER Alemanha       | Desperados          | 79.119 | 4 Q  | 76.254  | =7 Q | 81.375  | 8                 |
| Edward Gal                    | NED Países Baixos  | Undercover          | 75.395 | 11 Q | 75.556  | 10 Q | 80.267  | 9                 |
| Juan Manuel Muñoz             | ESP Espanha        | Fuego               | 75.608 | 10 Q | 75.476  | 11 Q | 79.321  | 10                |
| Tinne Vilhelmson-Silfvén      | SWE Suécia         | Don Auriello        | 74.271 | 14 Q | 74.063  | 15 Q | 79.286  | 11                |
| Nathalie Zu Sayn-Wittgenstein | DEN Dinamarca      | Digby               | 74.924 | 13 Q | 75.730  | 9 Q  | 79.089  | 12                |
| Victoria Max-Theurer          | AUT Áustria        | Augustin            | 73.267 | 17 Q | 73.619  | 17 Q | 79.053  | 13                |
| Patrik Kittel                 | SWE Suécia         | Scandic             | 74.073 | 15 Q | 74.079  | 14 Q | 78.732  | 14                |
| Valentina Truppa              | ITA Itália         | Eremo del Castegno  | 75.790 | 9 Q  | 73.127  | 18 Q | 78.214  | 15                |
| Gonçalo Carvalho              | POR Portugal       | Rubi                | 71.520 | 22 Q | 74.222  | 13 Q | 77.607  | 16                |
| Steffen Peters                | USA Estados Unidos | Ravel               | 77.705 | 6 Q  | 76.254  | =7 Q | 77.286  | 17                |
| Anna Kasprzak                 | DEN Dinamarca      | Donnperignon        | 75.289 | 12 Q | 73.794  | 16 Q | 76.446  | 18                |
| Anabel Balkenhol              | GER Alemanha       | Dablino             | 70.973 | 24 Q | 73.032  | 19   |         |                   |
| Minna Telde                   | SWE Suécia         | Santana             | 67.477 | 44 Q | 72.270  | 20   |         |                   |
| Anne van Olst                 | DEN Dinamarca      | Clearwater          | 71.322 | 23 Q | 72.016  | 21   |         |                   |
| Emma Kanerva                  | FIN Finlândia      | Sini Spirit         | 70.395 | 29 Q | 71.889  | 22   |         |                   |
| Morgan Barbançon              | ESP Espanha        | Painted Black       | 72.751 | 19 Q | 71.556  | 23   |         |                   |
| Ashley Holzer                 | CAN Canadá         | Breaking Dawn       | 71.809 | 20 Q | 71.317  | 24   |         |                   |
| Tina Konyot                   | USA Estados Unidos | Calecto V           | 70.456 | 27 Q | 70.651  | 25   |         |                   |
| Richard Davison               | GBR Grã-Bretanha   | Artemis             | 72.812 | 18 Q | 70.524  | 26   |         |                   |
| Claudia Fassaert              | BEL Bélgica        | Donnerfee           | 71.793 | 21 Q | 70.095  | 27   |         |                   |
| Jan Ebeling                   | USA Estados Unidos | Rafalca             | 70.243 | 30 Q | 69.302  | 28   |         |                   |
| José Daniel Martín            | ESP Espanha        | Grandioso           | 69.043 | 39 Q | 69.286  | 29   |         |                   |
| Mikaela Lindh                 | FIN Finlândia      | Skovlunds Más Guapo | 70.729 | 26 Q | 69.016  | 30   |         |                   |
| Jessica Michel                | FRA França         | Riwera              | 70.410 | 28 Q | 68.810  | 31   |         |                   |
| Patrick van der Meer          | NED Países Baixos  | Uzzo                | 70.912 | 25 Q | 67.444  | 32   |         |                   |
| Siril Helljesen               | NOR Noruega        | Dorina              | 69.985 | 31   |         |      |         |                   |
| Lisbeth Seierskilde           | DEN Dinamarca      | Raneur              | 69.863 | 32   |         |      |         |                   |
| Anna Merveldt                 | IRL Irlanda        | Coryolano           | 69.772 | 33   |         |      |         |                   |
| Renate Voglsang               | AUT Áustria        | Fabriano            | 69.635 | 34   |         |      |         |                   |
| Adrienne Lyle                 | USA Estados Unidos | Wizard              | 69.468 | 35   |         |      |         |                   |
| Beata Stremler                | POL Polônia        | Martini             | 69.422 | 36   |         |      |         |                   |
| Lyndal Oatley                 | AUS Austrália      | Sandro Boy          | 69.377 | 37   |         |      |         |                   |
| Katarzyna Milczarek           | POL Polônia        | Ekwador             | 69.271 | 38   |         |      |         |                   |
| Hiroshi Hoketsu               | JPN Japão          | Whisper             | 68.739 | 40   |         |      |         |                   |
| Jacqueline Brooks             | CAN Canadá         | D'Niro              | 68.526 | 41   |         |      |         |                   |
| Kristy Oatley                 | AUS Austrália      | Clive               | 68.222 | 42   |         |      |         |                   |
| Mary Hanna                    | AUS Austrália      | Sancette            | 67.964 | 43   |         |      |         |                   |
| Michał Rapcewicz              | POL Polônia        | Randon              | 66.915 | 45   |         |      |         |                   |
| Svetlana Kiseliova            | UKR Ucrânia        | Parish              | 66.763 | 46   |         |      |         |                   |
| Luíza Almeida                 | BRA Brasil         | Pastor              | 65.866 | 47   |         |      |         |                   |
| Louisa Hill                   | NZL Nova Zelândia  | Antonello           | 65.258 | 48   |         |      |         |                   |
| Yassine Rahmouni              | MAR Marrocos       | Floresco            | 64.453 | 49   |         |      |         |                   |
| David Marcus                  | CAN Canadá         | Capital             | EL     | –    |         |      |         |                   |